# Il principe e la fanciulla
Il principe e la fanciulla (Der Fürst und das Mädchen) è una serie televisiva tedesca trasmessa dal 2003 al 2007 dal canale televisivo ZDF che vede protagonisti l'attore austriaco Maximilian Schell e l'attrice tedesca Rike Schmid. Dal 25 gennaio al 9 giugno 2010 viene trasmessa (dal lunedì al venerdì alle 20.15) da Rai 3.

## Trama
La serie racconta le vicende dell'anziano principe Friedrich von Thorwald (Maximilian Schell) che gravemente malato, non vuole lasciare il suo impero ai parenti, e per questo motivo incarica l'avvocato Ulrich Gesswein (Roland Koch) di trovargli una donna che accetti di sposarlo e che gli dia un erede maschio. Viene scelta Ursula Kaminski (Rike Schmid), una giovane cresciuta in orfanotrofio che si trova in carcere.

## Luoghi delle riprese
La principale location della serie è rappresentata dal Castello di Glücksburg (che compare anche nella sigla), nello Schleswig-Holstein

## Episodi
| Stagione         | Episodi | Prima TV Germania | Prima TV Italia |
| ---------------- | ------- | ----------------- | --------------- |
| Prima stagione   | 12      | 2003              | 2010            |
| Seconda stagione | 9       | 2005              | 2010            |
| Terza stagione   | 19      | 2007              | 2010            |